# De-a v-ați ascunselea (Star Trek: Generația următoare)
„De-a v-ați ascunselea” (Hide and Q) este al zecelea episod din serialul științifico-fantastic „Star Trek: Generația următoare”. Scenariul este scris de C.J. Holland și Gene Roddenberry; regizor este Cliff Bole.

## Prezentare
Q se întoarce pe Enterprise pentru a-l tenta pe Comandorul Riker să se alăture Continuumului Q, oferindu-i puteri egale cu ale unui Q.